# Любищев Олександр Олександрович
Олександр Олександрович Любищев (5 квітня 1890, Санкт-Петербург — 31 серпня 1972, Тольятті) — ентомолог, спеціаліст по одній з найскладніших підродин жуків-листоїдів — земляних блошках (Chrysomelidae: Alticinae), та захисту рослин. Відомий завдяки своїм роботам загальнішого характеру: щодо застосування математичних методів у біології, відносно загальних проблем біологічної систематики, теорії еволюції і філософії.

## Біографія
Народився у Санкт-Петерурзі, походив із родини заможного лісопромисловця. Родина була орієнтована на здобутки дворянської культури Російської імперії. Тому хлопцю намагались прищепити знання іноземних мов і надати добру освіту.
Вже юнаком володів кількома мовами: французькою, англійською, німецькою, італійською, причому перші дві вивчив в транспорті. Закінчив Третє реальне училище, що орієнтувало випускників на опанування технічних, а не гуманітарних дисциплін, вийшов з училища 1906 року з медаллю за успішне навчання. Того ж 1906 року влаштувався на навчання у Петербурзький університет.

### Початок наукової кар'єри
По закінченні університету працював у Мурманську на біологічній станції, де також працювали його університетські знайомі — Борис Шванвич, Дмитро Федотов, Владімір Беклемішев, Сергій Малишев на інші. В майбутньому майже кожний з них стане уславленим науковцем. Серед наукових авторитетів Любищева був професор Таврійського університету Гурвич та запропонована ним теорія біологічного поля. Таврійський університет, створений у місті Сімферополь, відрізнявся на той час надзвичайно сильним професорським штатом, випускниками відомих університетів (закордонних і російської імперії) і надзвичайно здібними науковцями. Любищев відбув військову службу і сам перебрався у Сімферополь, де працював асистентом у Таврійському університеті.

### Праця у Пермському університеті
1921 року науковця запросили працювати в Пермський університет доцентом на кафедру зоології. Розпочалась його праця університетського викладача, він вводив провінційне студентство у проблеми загальної біології, генетики, біометрії, біогеографії, зоопсихологію тощо. В університеті він наблизився до праць і проблем із сільськогосподарськими шкідниками, сам читав курс з цих проблем.
Серед вагомих наукових праць пермського періоду — «Про проблему спадкових факторів». 1926 року керівництво Пермського університету поклопоталось про надання Любищеву звання професора. Але змінились урядові установи і талановитому, але неблагонадійному науковцю Любищеву радянська Державна вчена рада звання професора не надала. Це не зменшило його науковий авторитет, а надало йому небажаної уваги й популярності.
Перебування у провінційному університеті сприяло бесцензурному саморозвитку науковця, що виробився у самостійного і незалежно думаючого вченого, якого добре знали в наукових колах столичних Петербурзі і Москві. Кожний візит Любищева у столиці збирав натовп викладачів і студентів, волівших послухати незалежну і крамольну особу, несхожу на столичну радянську професуру.

### Зрілі роки
Створив систему обліку часу (тайм-менеджмента), якою користувався протягом 56-и років (з 1916 по 1972 роки).
Себе атестував дилетантом, чим частково реабілітував це слово.
Підтримував велике листування з багатьма видатними вченими і мислителями. Активно торкався філософських проблем в безлічі своїх праць, багато з яких не були і не могли бути опубліковані за життя вченого через їх критичний зміст. Філософська позиція Любищева тяжіє до холізму і до поглядів Платона. Ще 1923 року він ввів уявлення про природну систему живих організмів. Він припускав, що властивості організму цілком визначаються його положенням, місцем в природній системі. З загальних позицій критикував еволюційне вчення Дарвіна. Прагнув обґрунтувати точку зору, згідно з якою для природничих наук найпліднішою є філософія Платона. Особливий акцент робив на важливості математичних методів в науці взагалі та біології зокрема. Прекрасний полеміст, Любищев протидіяв торжеству ідей Лисенка та його послідовників.
З 1938 по 1941 роки працював у Києві в Інституті зоології АН УРСР та в Інституті захисту рослин.

### Любищев і Київ
У 1937—1941 році Любищев був завідувачем відділу екології в Інституті біології і зоології АН УРСР. Мешкав у цей час з родиною в Києві. Початок війни з нацистською Німеччиною застав його саме у Києві. Незважаючи на початок війни він не переривав наукових досліджень і, як і раніше, вів щоденник і облік того, на що витратив час свого життя.
Саме у Києві остаточно пропала частина його щоденників. Але збереглися щоденникові записи за червень 1941 року, котрі велися російською. Вони надто короткі і скупі за записами, бо головним завданням для себе він вважав не переривати наукових досліджень, бо це сприяло прогресу.

| * «22.6.1941. Киев. Первый день войны с Германией. Узнал об этом около 13 часов...». — и дальше обычная сводка сделанного. - «23.6.1941. Почти целый день воздушная тревога. Митинг в Институте биохимии. Ночное дежурство». - «29.6.1941. Киев. На дежурстве в Институте зоологии с 9 до 18 ч. Занимался номографией и писал отчет. Вечернее дежурство... ...Итого 5 ч. 20 м.». |
У червні 1941 року Любищеву вже було за 50… Родина відрядила на фронт старшого сина, про що є теж надто короткий запис у щоденнику. У липні 1941 року немолодого науковця із дружиною та онуком евакуювали із Києва пароплавом. Про це теж йдеться у щоденнику, котрий він веде навіть на пароплаві.
| «* 21.VII.1941. Нападение немецкого самолета на пароход „Котовский“ — бомбежка и обстрел пулеметами. Убит капитан парохода и какой-то военный капитан, ранено 4 человека. Повреждено колесо, поэтому пароход не сделал остановку в Богруче, а поехал прямо на Кременчуг». |
Помер в Тольятті, куди приїхав прочитати курс лекцій. У листопаді 1989 року останки вченого перепоховали на території Інституту екології Волзького басейну РАН.

## Власна родина і особистість
Був у двох шлюбах. Досить вдалим був другий шлюб, що подарував науковцю душевний спокій і умови для спокійної праці. Мав сина і доньку. Син Любищева Всеволод загинув 1942 року.
Олександр Любищев походив із забезпеченої родини лісопромисловця. 1918 року він звільнився від армії і розпочав суто наукову кар'єру.
Французьку добре знав з дитинства, володів також німецькою та англійською. В радянські часи не відрізнявся розкошами, мав невеликі прибутки. По виході на невелику пенсію мешкав у провінційному радянському місті Ульяновськ.
Впадали у око його поганий почерк, його погана дикція. Його записи від руки постійно передруковували на друкарській машинці заради «читабельності». Він також відрізнявся ігноруванням одягу, надаючи перевагу зручному і надто небагатому, чим дивував навіть науковців. Відносно цього мав власну теоретичну базу.
| «...Американец Блисс, когда мы с ним ездили в командировку по Украине и по Кавказу, сказал мне по поводу моего обычая одеваться более чем просто, игнорируя мнение окружающих: «Я восхищаюсь вашей независимостью в одежде и поведении, но, к сожалению, не нахожу в себе сил вам следовать». Такой комплимент от действительно умного человека перекрывает тысячи обид от пошляков... По-моему, для ученого целесообразно держаться самого низкого уровня приличной одежды, потому что - 1) зачем конкурировать с теми, для кого хорошая одежда — предмет искреннего удовольствия; - 2) в скромной одежде — большая свобода передвижения; - 3) некоторое даже сознательное «юродство» неплохо: несколько ироническое отношение со стороны мещан — полезная психическая зарядка для выработки независимости от окружающих...» |

## Творчість
За життя він оприлюднив близько 70-ти наукових праць. Серед них праці по дисперсійному аналізу, таксономії, тобто з теорії систематики, та з ентомології, широко відомі та перекладені за кордоном.
Всього ним написано понад 500 аркушів (12,5 тис. сторінок машинописного тексту) різного роду статей і досліджень: роботи з систематики земляних блішок, історії науки, сільського господарства, генетики, захисту рослин, філософії, ентомології, зоології, теорії еволюції, атеїзма.
Свої дослідження в галузі систематики він зазвичай проводив на матеріалах власної колекції земляних блішок — дрібних листоїдів (Chrysomelidae) підродини Alticinae (раніше — Halticinae). Безпосередньо цим жукам присвячена тільки одна з прижиттєвих публікацій Любищева (1963), інші роботи (монографія земляних блішок Киргизії, стаття про класифікацію земляних блішок роду Haltica (= Altica) та ін.) залишилися поки неопублікованими.

## Критика лисенківщини
О. О. Любищев був активним і непримиренним критиком лисенківщини. Зокрема, він написав детальну і обширну працю «Про монополію Т. Д. Лисенка в біології» (видано в 2005 р.), розділи з якої були надіслані ним у ЦК КПРС і супроводжувалися листами, адресованими М. С. Хрущову.

## Найважливіші праці О.О.Любищева
- К дискуссии о роли полосатой хлебной блохи // На защиту урожая. 1935, N 3, с. 23-24
- К методике полевого учета сельскохозяйственных вредителей и эффективности мероприятий по борьбе с ними // Учен. записки Ульяновского пед. ин-та. 1955, вып. 6, с. 3-55
- Перспективы и методы количественной зоогеографии // Проблемы зоогеографии суши. 1958. Матер. совещания, состоявшегося во Львове 1-9 июня 1957 г. Львов, с. 155—160
- К методике количественного учета и районирования насекомых. — Фрунзе, 1958. 167 с.
- О применении биометрии в систематике // Вестн. ЛГУ. 1959, N 9, с. 128—136
- О количественной оценке сходства // Применение математических методов в биологии. Кн. 2. 1963. Л., с. 152—160
- Два новых палеарктических вида рода Chaetocnema группы Ch. concinna Marsh. // Энтомол. обозр. 1963. Т. 42, вып. 4, с. 858—863
- Систематика и эволюция // Внутривидовая изменчивость наземных позвоночных животных и микроэволюция. Тр. Всесоюзн. совещ. 1965. Свердловск, с. 45-57
- О некоторых новых направлениях в математической таксономии // Журн. общ. биол. 1966. Т. 27, N 6, с. 688—696
- Проблемы систематики // Проблемы эволюции. Т. 1. 1968. Новосибирск, с. 7-29
- Об ошибках в применении математики в биологии. I. Ошибки от недостатка осведомленности. Журн. общ. биол. 1969. Т. 30, N 5, с. 572—584
- Об ошибках в применении математики в биологии. II. Ошибки, связанные с избытком энтузиазма. Журн. общ. биол. 1969. Т. 30, N 6, с. 715—723
- О критериях реальности в таксономии // Информационные вопросы систематики, лингвистики и автоматического перевода. Вып. 1. 1971. М., ВИНИТИ, с. 67-81
- Значение и будущее систематики / Природа. 1971. N 2, с. 15-23
- К логике систематики // Проблемы эволюции. Т. 2. 1972. Новосибирск, с. 45-68
- К классификации эволюционных теорий // Проблемы эволюции. Т. 4. 1975. Новосибирск, с. 206—220
- О некоторых постулатах общей систематики // Зап. научн. семинаров Ленингр. отд-ния Математич. ин-та АН СССР. 1975. Т. 49, с. 159—175
- Редукционизм и развитие морфологии и систематики // Журн. общ. биол. 1977. Т. 38, N 2, с. 245—263
- О приложении математической статистики к практической систематике // Прикладная математика в биологии. 1979. М., с. 12-28
- Проблемы формы, систематики и эволюции организмов (сборник статей). — М., Наука. 1982. 278 с.
- Дисперсионный анализ в биологии. — М., Изд-во МГУ. 1986. 200 с.
- В защиту науки (статьи и письма). — Л-д, Наука. 1991. 295 с.
- Философия и наука // Любищевские Чтения, 1997. Ульяновск, 1997. С. 3-28

## Найважливіші публікації про О.О.Любищева
- Смирнов Е. С. 1966 К 75-летию Александра Александровича Любищева // Энтомол. обозр. Т. 45, вып. 1. С. 232—236
- Смирнов Е. С., Яблоков А. В. 1973 Александр Александрович Любищев (1890—1972) // Энтомол. обозр.
- Крыжановский О. Л., Зубков А. Ф. 1973 Памяти А. А. Любищева (1890—1972) // Энтомол. обозр. Т. 52, вып. 3. С. 715—720
- Мейен С. В., Шрейдер Ю. А. 1973 Биологические парадоксы А. А. Любищева // Природа. N 10. С. 38-41
- Гранин Д. А. 1974 Эта странная жизнь (повесть) // Аврора. N 1: с. 12-24; N 2: с. 22-42
- Голубовский М. Д. 1974 Таким он родился // Знание — сила. N 10. С. 52-53
- Рубашкин А. 1974 Опыт чужой жизни // Звезда. N 11. С. 210—212
- Финк Л. 1974 Закономерный выбор // Новый мир. N 12. С. 257—260
- Дмитриев В. А. 1975 Время — союзник или враг? // Вопросы литературы. N 1. С. 35-89
- Светлов П. Г. 1975 Александр Александрович Любищев // Проблемы эволюции. Т. 4. Новосибирск. С. 198—204
- White S. 1975 Soviet author finds scientists are novel characters // New Scientist. Vol. 66, N 951. P. 513
- Линник Ю. В. 1977 Ученый о литературе // Север. N 2. С. 102—103
- Мейен С. В., Соколов Б. С., Шрейдер Ю. А. 1977 Классическая и неклассическая биология. Феномен Любищева // Вестн. АН СССР. N 10. С. 112—124
- Шрейдер Ю. А. 1978 Три жизни профессора Любищева // Пути в незнаемое. Сб. 14. М. С. 393—397
- Мейен С. В. 1979 Вклад А. А. Любищева в теоретическую биологию // Докл. Моск. общ-ва испыт. природы. Общ. биол. С. 109—110
- Шрейдер Ю. А. 1979 Реальность и фикции в любищевской методологии науки // Докл. Моск. общ-ва испыт. природы. Общ. биол. С. 111—112
- Светлов П. Г. (ред.). 1982 Александр Александрович Любищев (1890—1972). — Л-д, Наука (Научно-биографическая серия). 144 с.
- Равдель Е. А. (дочь А. А. Любищева). 1982 Биографический очерк // В кн.: Александр Александрович Любищев (1890—1972). Л-д, Наука. С. 9-37
- Ковалев В. Г. 1982 Работы в области энтомологической систематики // В кн.: Александр Александрович Любищев (1890—1972). Л-д, Наука. С. 81-89
- Зубков А. Ф. 1982 Вклад в сельскохозяйственную энтомологию // В кн.: Александр Александрович Любищев (1890—1972). Л-д, Наука. С. 89-100
- Баранцев Р. Г. 1982 О научном архиве А. А. Любищева // В кн.: Александр Александрович Любищев (1890—1972). Л-д, Наука. С. 127—129
- Баранцев Р. Г. 1982 Список опубликованных работ (91 название) // В кн.: Александр Александрович Любищев (1890—1972). Л-д, Наука. С. 130—136
- Баранцев Р. Г. 1982 Литература об А. А. Любищеве (66 названий) // В кн.: Александр Александрович Любищев (1890—1972). Л-д, Наука. С. 137—139
- Мейен С. В., Чайковский Ю. В. 1982 О работах А. А. Любищева по общим проблемам биологии // В кн.: А. А. Любищев. Проблемы формы, систематики и эволюции организмов. М., Наука. С. 5-23
- Баранцев Р. Г. 1988 Описание архива А. А. Любищева // Сов. библиография. N 6. С. 73-78 С. 127—129
- Светлов П. Г. 1991 Вехи жизни Александра Александровича Любищева // В кн.: А. А. Любищев. В защиту науки. Л-д, Наука. С. 5-13
- Голубовский М. Д. 1991 За честь природы фехтовальщик // В кн.: А. А. Любищев. В защиту науки. Л-д, Наука. С. 14-24
- Любищевские Чтения. 1997 Любищевские Чтения, 1997 (тезисы докладов 9-х Любищевских Чтений в Ульяновске). Ульяновск. 106 с.

## Посмертна слава
Нова хвиля слави і популярності Любищева як талановитого науковця відбулася по його фізичної смерті, коли його літературно оброблену біографію оприлюднив ленінградський письменник Даніїл Гранін у книзі з провокуючою назвою «Це дивацьке життя» (рос. «Эта странная жизнь»).
Невеликий за розмірами твір Граніна був вперше оприлюднений 1974 року (перший наклад 100 000 зразків!). Видання мало м'яку паперову обкладинку, сто десять сторінок і коштувало двадцять (20) радянських копійок. Воно наче ховало незвичну біографію за виглядом дешевої, незначимої брошури. Доля видання, однак, була успішною. Брошурку передавали з рук у руки, були випадки, коли у СРСР твір Граніна переписували вручну через неможливість придбати друкований варіант. За декілька десятків років твір Граніна був перекладений на декілька іноземних мов.

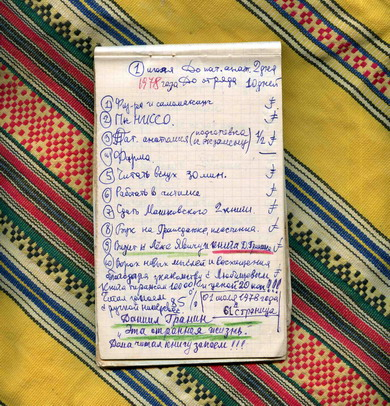
Сторінка студентського щоденника від 1978 року з враженнями про книгу Д. Граніна.